# Мартинес Сотомайор, Карлос
Ка́рлос Умбе́рто Марти́нес Сотомайо́р (исп. Carlos Humberto Martínez Sotomayor; 7 августа 1929, Копьяпо, Чили — 24 февраля 2006, Сантьяго, Чили) — чилийский государственный деятель, министр иностранных дел Чили (1961—1963).

## Биография
Окончил юридический факультет Университета Чили.
- 1961—1963 годы — министр иностранных дел Чили,
- 1964 год — председатель чилийской делегации на первой Всемирной конференции по торговле и развитию,
- 1965 — ? годы — представитель Чили при ООН,

С конца 1974 года — региональный директор ЮНИСЕФ для стран Америки, а позднее, — региональный координатор по вопросам морских ресурсов и развития в Латинской Америке и странах Карибского бассейна.
В 1989 году после окончания военного правления, был кандидатом от своей партии на пост президента Чили.
- 1990—1994 годы — посол в Бразилии,
- 1994—1997 годы — посол в Перу.